# Oiá
Oiá (em iorubá: Oyá), também chamada Iansã, é uma das principais divindades femininas do panteão iorubá. É o orixá dos ventos, raios e tempestades, sendo a única capaz de controlar os Eguns (espíritos dos mortos), poder que lhe foi concedido por Obaluaiê.

## Mitologia e lendas
Sua denominação provém do nome do rio na Nigéria, onde seu culto é realizado, atualmente chamado de rio Níger. É uma divindade do fogo, como Xangô, mas também é relacionada ao elemento ar, regendo os raios. É uma das divindades que, ao lado de Airá e Afefê Icu (o vento da morte), domina os ventos.
Costuma ser reverenciada antes de Xangô, como o vento personificado que precede a tempestade. Assim como a Orixá Obá, Oiá também está relacionada ao culto dos mortos, onde recebeu de Xangô a incumbência de guiá-los a um dos nove céus de acordo com suas ações. Para assumir tal cargo recebeu do feiticeiro Oxóssi uma espécie de eruquerê especial, chamado de Eruexim, com o qual estaria protegida dos Eguns.
O nome Iansã trata-se de um título que Oiá recebeu de Xangô, que faz referência ao entardecer. Iansã quer dizer A mãe do céu rosado ou A mãe do entardecer. Era como ele a chamava pois dizia que ela era radiante como o entardecer.
É saudada como "Iyá-mésàn-òrun" (Mãe dos nove céus).

### Domínio sobre os mortos
Oiá obteve o domínio sobre os mortos após dançar para Obaluaiê. Comovido por sua compaixão e coragem, ele lhe concedeu autoridade sobre os Eguns. Essa lenda reforça sua ligação com a morte e com os processos de transição espiritual.

### Os nove filhos
Após enfrentar dificuldades com a infertilidade, Oiá consultou um babalawo, que lhe recomendou um sacrifício com 18 mil búzios, tecidos coloridos e carne de carneiro. O ritual resultou no nascimento de nove filhos, o que lhe rendeu o título de Iansã — "Mãe dos Nove".

### Rituais secretos
Uma narrativa conta que Oiá liderava rituais secretos das mulheres na floresta, usando um macaco disfarçado para assustar os homens. Quando Ogum descobriu, os homens retomaram o culto, mas ainda reconheceram Oiá como sua fundadora, chamando-a de Oiá Igbalé.

## Caminhos de Oiá
Diz-se que Oiá manifesta-se em 23 avatares ou caminhos, entre eles:
| Nº | Nome               |
| -- | ------------------ |
| 1  | Oya Yansa Bí Funkó |
| 2  | Oya Dumí           |
| 3  | Oya De             |
| 4  | Oya Bumí           |
| 5  | Oya Bomi           |
| 6  | Oya Nira           |
| 7  | Oya Igbalé         |
| 8  | Oya Niké           |
| 9  | Oya Tolá           |
| 10 | Oya Dira           |
| 11 | Oya Funké          |
| 12 | Oya Iya Efon       |
| 13 | Oya Afefere        |
| 14 | Oya Yansá Mimú     |
| 15 | Oya Obinídodo      |
| 16 | Oya Yansa Duma     |
| 17 | Oya Yansa Doco     |
| 18 | Oya Tombowa        |
| 19 | Oya Ayawá          |
| 20 | Oya Tapa           |
| 21 | Oya Tomboro        |
| 22 | Oya Yansa Odó      |
| 23 | Oya Yansá Orirí    |

## Arquétipo
Acredita-se que suas filhas, ou mulheres que tenham Iansã próximo de si na Terra, são mulheres sensuais, ousadas, falam o que pensam e sofrem muito, especialmente no amor. São mulheres que batalham, trabalham incansavelmente, são guerreiras, lutam como peões. Geralmente essas mulheres cuidam de tudo sozinhas, até dos filhos.

## Oya na diáspora

### Brasil
Os devotos costumam lhe oferecer sua comida favorita, o àkàrà (acarajé), ekuru e abará.
O acarajé, um bolinho frito feito com feijão-fradinho moído e temperos, é tanto uma comida ritual quanto uma iguaria típica da Bahia. Em rituais, uma versão simples e sem tempero é oferecida à Oiá, enquanto a versão recheada é vendida nas ruas. Também são comuns as oferendas de berinjela, chocolate amargo, amoras e certos pudins.
No candomblé a cor utilizada para representá-la é o marrom, ainda que seja mais identificada com a cor rosa. No Brasil houve uma grande distorção com relação às suas regências e origens.
Inhansã ou Oiá, como é também chamada no Brasil, é uma divindade da Mitologia iorubá associada aos ventos e às águas, sendo companheira de Xangô, o senhor dos raios e tempestades.
É saudada como "Iya mesan lorun", título referente à incumbência recebida como guia dos mortos. Iansã é associada à sensualidade, dos Orixás femininos é uma das mais guerreiras e imponentes.

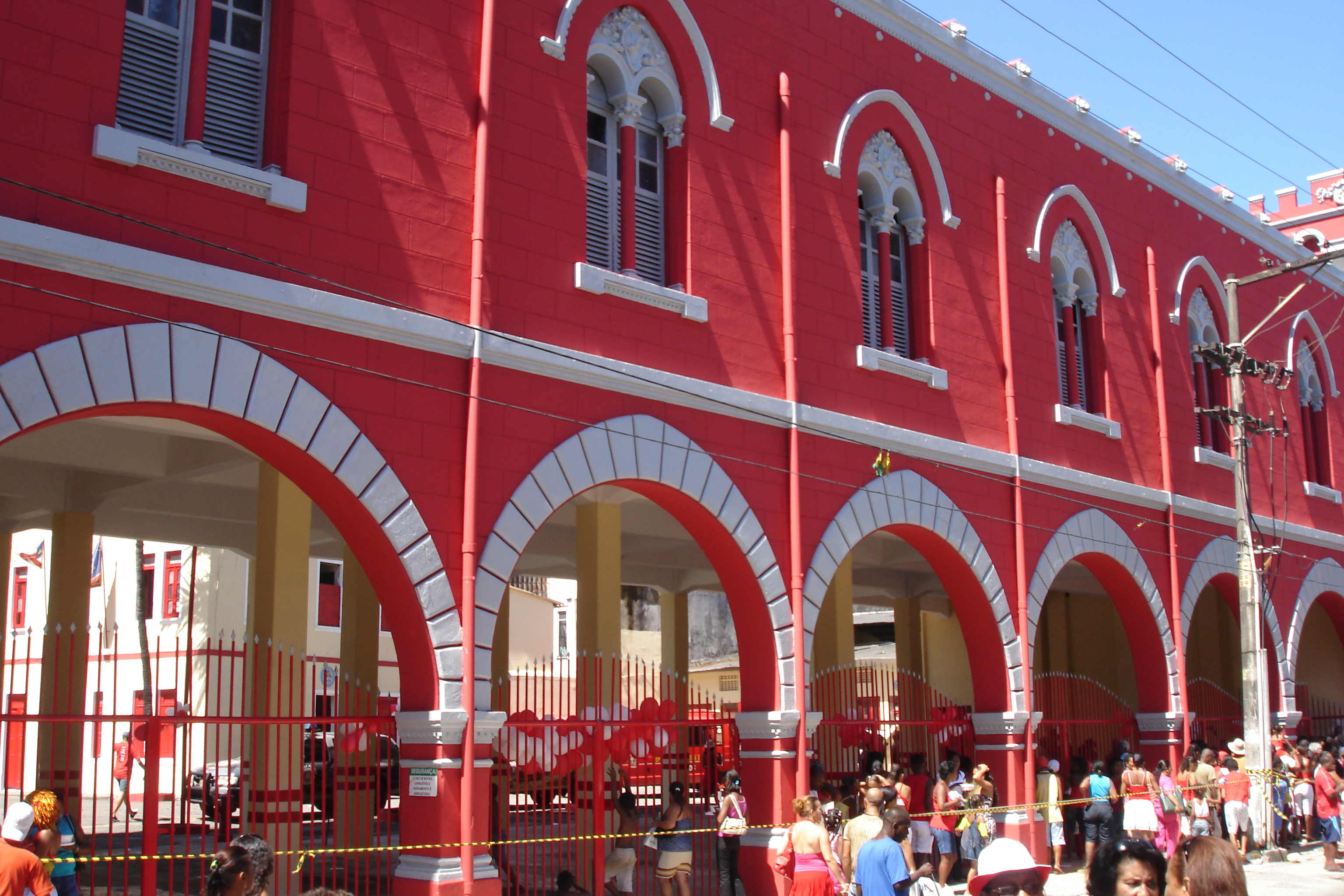
Quartel do Corpo de Bombeiros Militar do Estado da Bahia, Salvador, Bahia

| Símbolos e aspectos | Símbolos e aspectos                          |
| ------------------- | -------------------------------------------- |
| Saudação            | Epahhey, Oia!                                |
| Dia                 | Quarta-feira                                 |
| Cores               | Marrom, vermelho, rosa e branco              |
| Símbolos            | iruquerê, espada de cobre, relâmpago, búfalo |
| Proibições          | Abóbora, arraia e carneiro                   |

#### Sete folhas mais usadas para Oiá
- Botujé
- Euê diji
- Opá orô
- Euê mensã
- Tanapossó
- Acocô

#### Salvador
Em Salvador, Oiá ou Iansã é sincretizada com Santa Bárbara, que é madrinha do Corpo de Bombeiros e padroeira dos mercados. É homenageada no dia 4 de dezembro na Festa de Santa Bárbara da Igreja Católica. É um grande evento sincrético, composto de missa, procissão feita por católicos e praticantes do Candomblé, além das festas nos terreiros, o caruru de Iansã, samba de roda e apresentação de grupos de capoeira e maculelê.

### Cuba
Oiá é sincretizada na Santeria cubana com imagens católicas de Nossa Senhora da Candelária ou Nossa Senhora da Anunciação e Santa Teresa.

### Haiti
Na Santeria haitiana, Obaluaiê e Oiá são os patronos da loucura. 

## Galeria

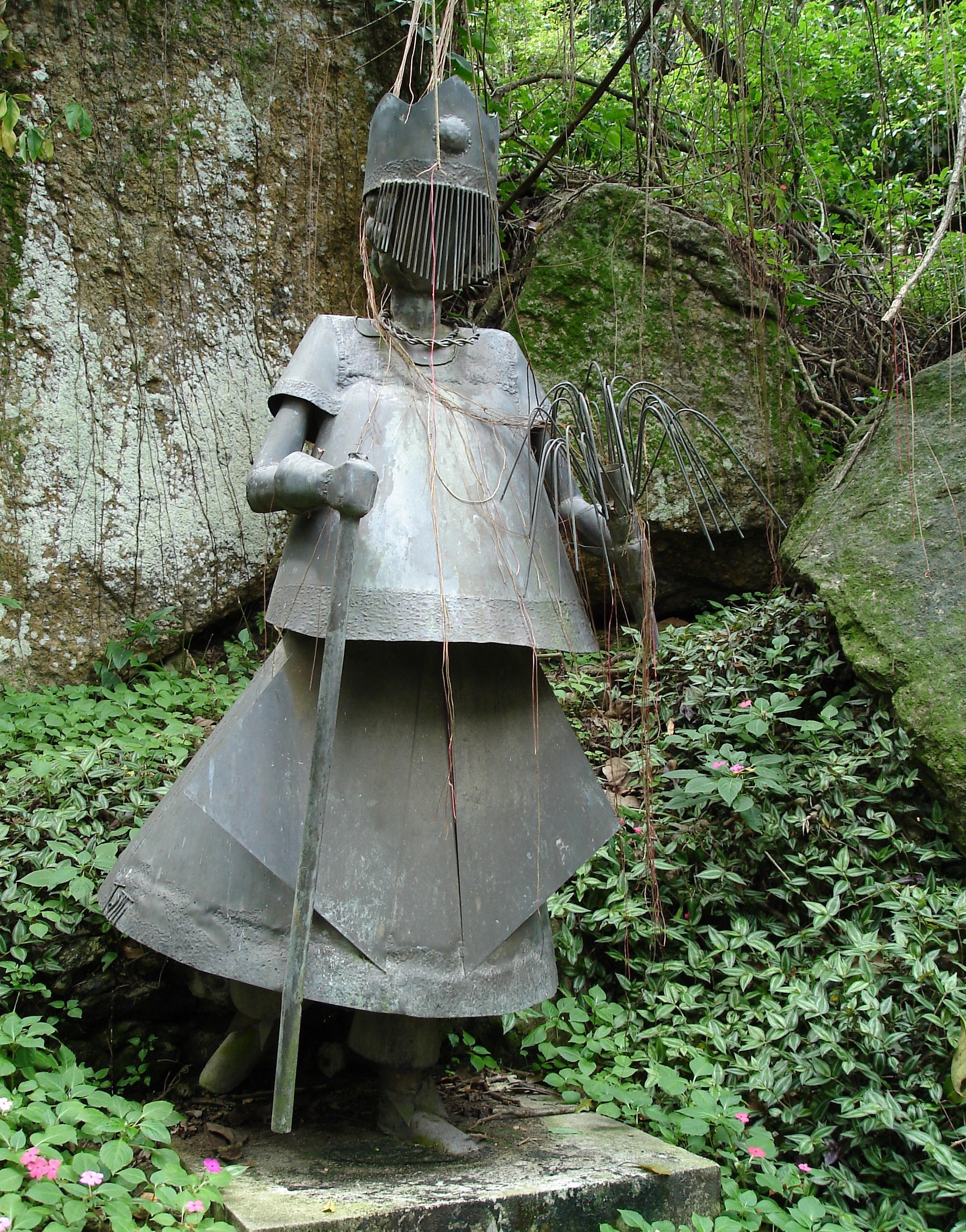
Escultura de Iansã no Parque da Catacumba, Rio de Janeiro
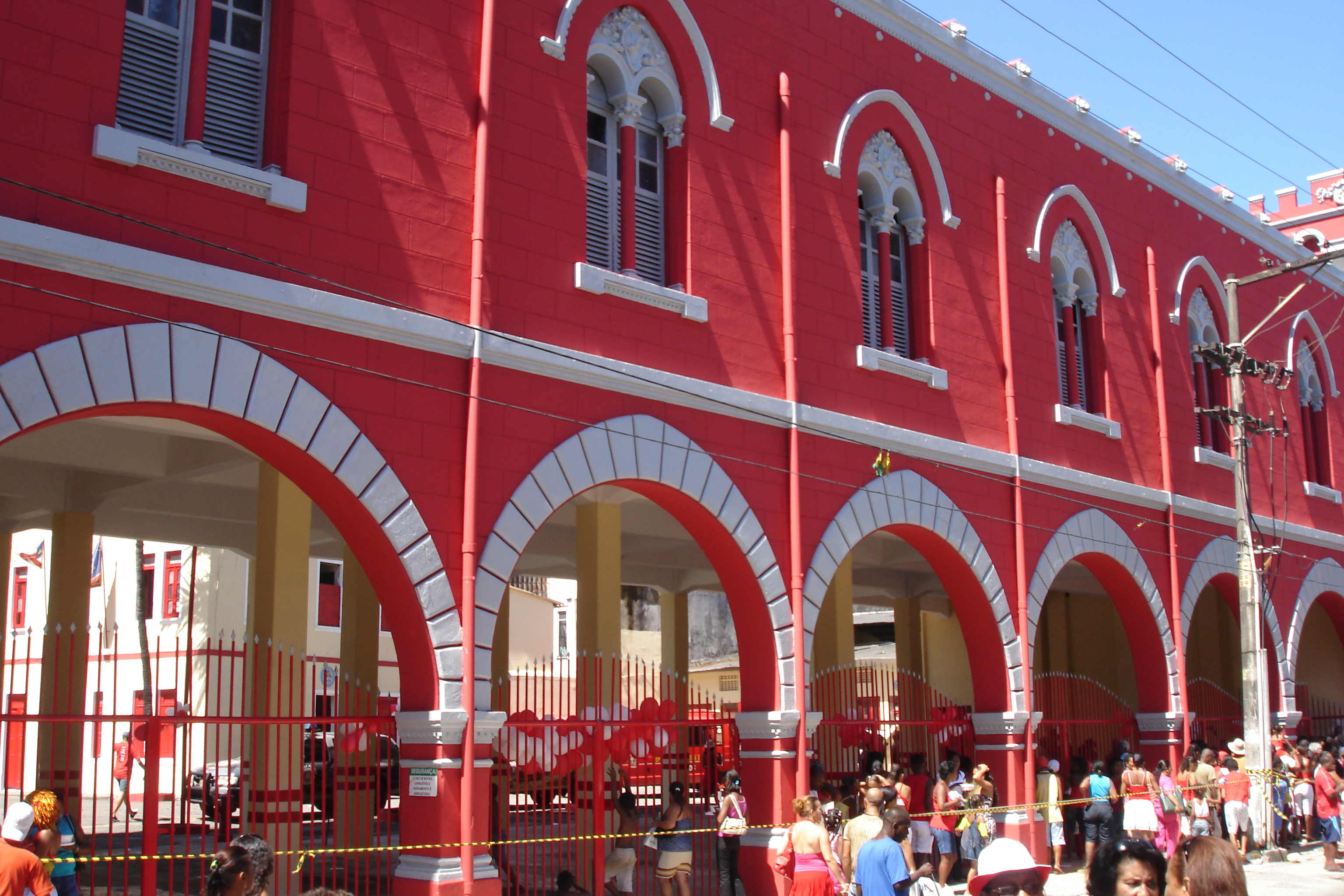
Quartel dos Bombeiros em Salvador, sob proteção de Santa Bárbara/Iansã
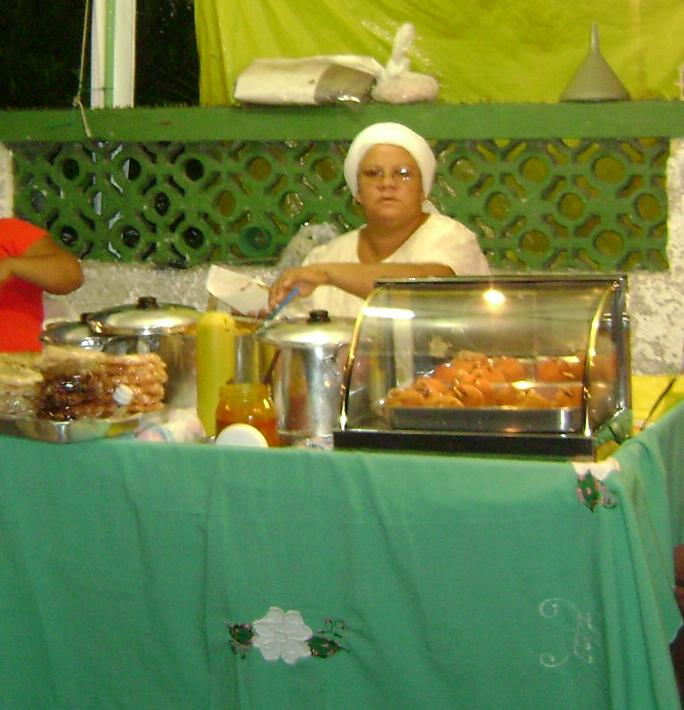
Acarajé, alimento ritual associado a Iansã